# 2010년 모스크바 지하철 폭탄 테러

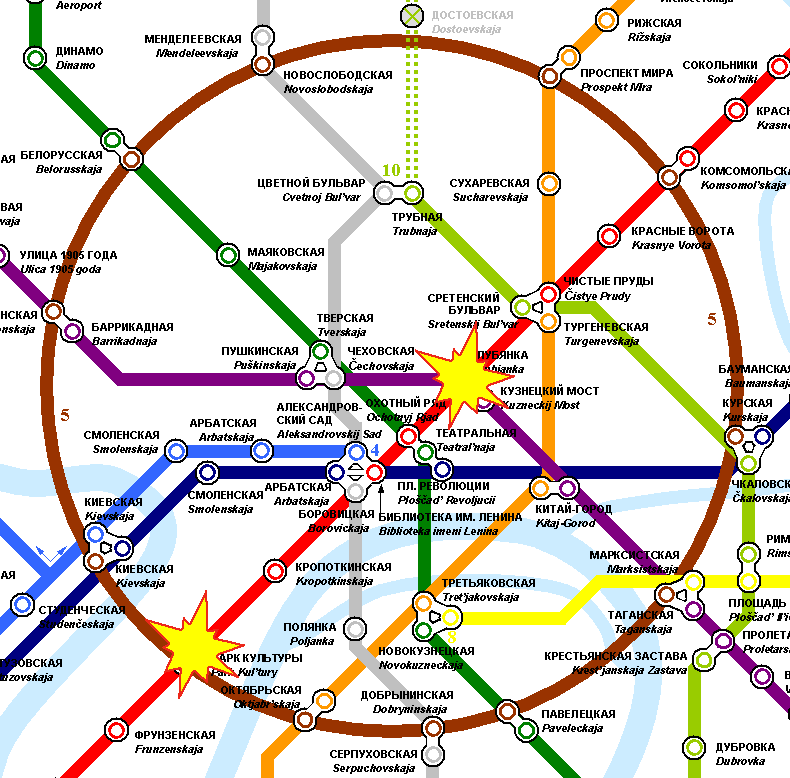
모스크바 지하철 노선도와 테러 발생지점

2010년 모스크바 지하철 폭탄 테러(러시아어: Взрывы в московском метро)는 2010년 3월 29일 오전 8시경(현지시간) 체첸의 테러 단체인 캅카스 에미레이트에 의해 러시아 모스크바에 있는 모스크바 지하철에서 일어난 자살 테러 사건이다.

## 사건의 개요
2010년 3월 29일 오전 7시 55분부터 8시 39분경까지 모스크바 지하철의 루뱐카 역과 파르크 쿨투리 역에서 연쇄적으로 폭발이 일어났다. 먼저 오전 7시 55분에 루뱐카 역에 정차중이던 열차의 앞쪽 두 번째 칸에서 폭발이 일어나 24명이 사망하고 20명이 부상을 입었다. 폭발이 일어난지 약 30분 후에 루비얀카역과 같은 선로에 있는 파르크 쿨투리 역에서 정차중이던 차량의 앞쪽 세 번째 칸에서 폭발이 일어나 12명이 사망하고 15명이 부상을 입었다. 사건이 발생한 시각은 출근시간대라 수많은 사상자가 나왔다. 이 테러로 장시간 동안 지하철 운행이 중단되었고 시 당국은 모스크바 중심부의 교통을 통제했다. 시민은 버스등의 대체운송수단을 이용하였지만 지하철 운행이 사고 현장 외에서 재개되어도 폭발을 우려해 한동안 지하철 이용을 꺼리는 분위기가 지속되었다.

## 사건의 배경
2010년 모스크바 지하철 테러는 2007년 이치케리야 체첸 공화국을 계승한 체첸의 테러 단체인 캅카스 에미레이트가 주도했다.
캅카스 에미레이트의 창설 배경을 거슬러 올라가면 체첸의 독립을 둘러싼 정치 세력의 분열이 있다. 1999년 2차 체첸전쟁에서 러시아 연방이 승리한 직후, 체첸의 정치세력은 두 파벌로 나뉘었다. 러시아 연방에 잔존하길 희망하는 세력은 러시아의 자치공화국으로써 체첸 공화국을 건국, 자치권을 인정받았으나, 분리독립파는 체첸의 완전한 독립을 목표로 러시아를 상대로 계속적으로 무장투쟁을 벌였다. 전쟁이 길어짐에 따라 온건파 정치인이었던 마스하도프 등, 주요 지도층을 잃으며 세력 유지에 큰 타격을 입었다. 여기에 체첸 강경파가 벌인 민간인 테러 사건들로 이치케리야 체첸 정부는 오히려 국제적으로 이미지가 악화되면서 분리독립파는 자연스레 약화되었다. 이런 상황에서 2007년 이치케리야 체첸 공화국의 대통령이었던 이치케리야 체첸 정부를 없애고 도쿠 우마로프는 자신을 수장으로 선출, 캅카스 에미레이트이라는 단체를 새롭게 창설했다. 현재 이들은 북캅카스 지역에 이슬람 국가를 수립하는 것을 목표로 러시아에 대한 테러를 벌이고 있으며, 러시아 등 여러 국가는 캅카스 수장국을 테러 단체로 분류하고 있다. 2002년 이후 현재까지 이들이 벌이는 테러에 의해 5000명 이상의 사상자가 속출하고 있다.

## 피해

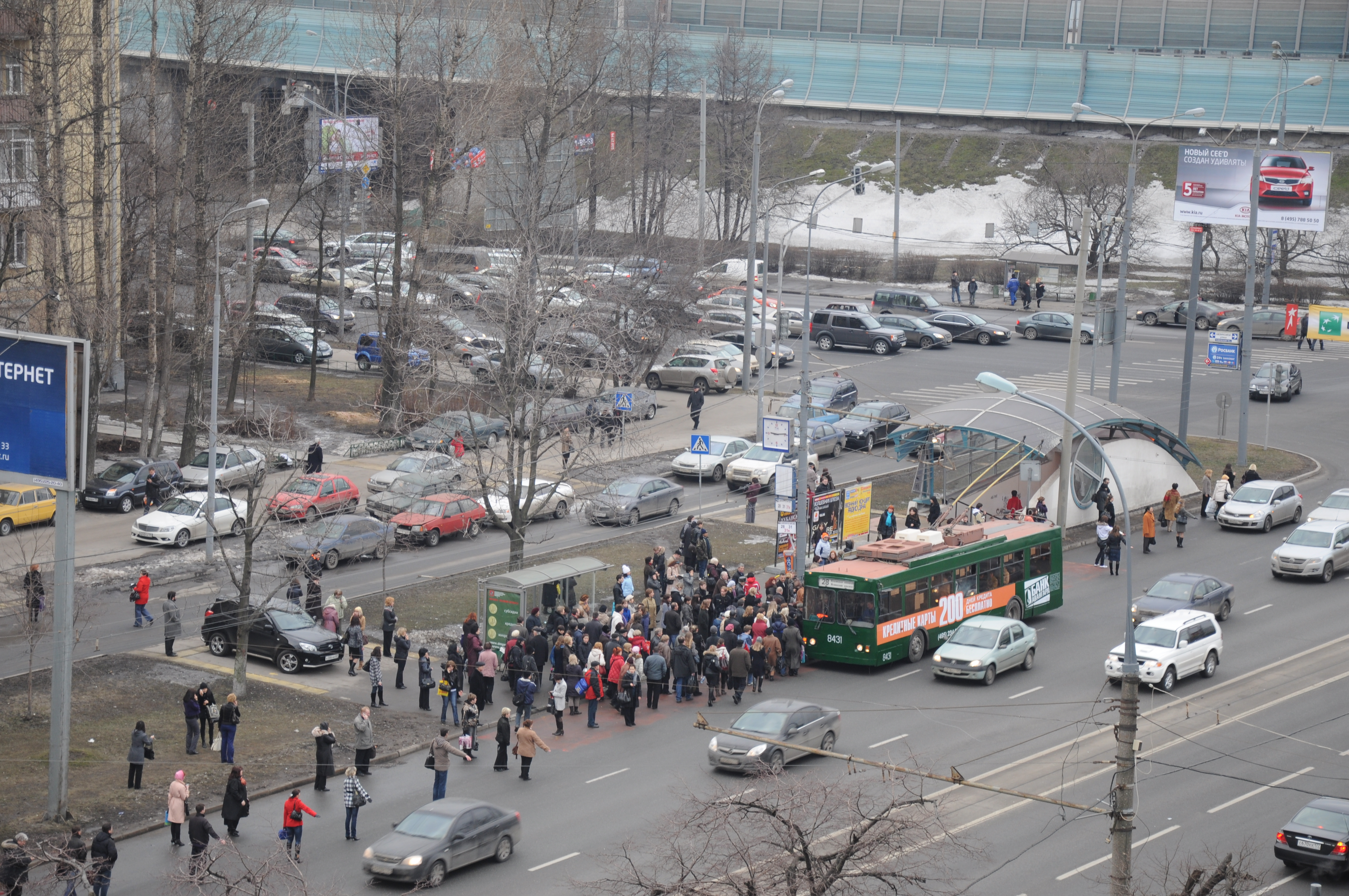
폭발 후, 지하철역 밖의 트롤리 버스와 버스정거장은 피신하는 사람들로 혼잡을 이루었다.

| 국가         | 사망자 | 부상자 |
| ------------ | ------ | ------ |
| 러시아       | 38명   | 75명   |
| 타지키스탄   | 2명    | 1명    |
| 몰도바       | 1명    |        |
| 말레이시아   |        | 3명    |
| 이스라엘     |        | 1명    |
| 키르기스스탄 |        | 1명    |
| 필리핀       |        | 1명    |
| 신원 미상    |        | 3명    |
| 합계         | 41명   | 88명   |

## 조사 및 범행
인테르팍스 통신에 따르면 18~20세 가량으로 추정되는 2명의 여성이 유고자파드나야 역에서 전철을 타는 것이 감시카메라에 포착됐으며, 슬라브계의 용모를 한 2명의 여성과 수염을 기른 남성이 동행하고 있는 것을 경관이 목격했다고 전했다. 조사당국은 체첸의 테러 단체인 캅카스 에미레이트의 조직원에 의한 범행의 가능성을 지적했다. 조사당국은 러시아형법 205조(테러대응법)에 의거하여 조사를 시작했으며, 범행의 공범으로 보이는 3명(여성 2명과 남성 1명)을 수색하기 위해 캅카스 지역의 검문을 강화했다.

### 범행
2명의 여성은 연쇄적으로 자살폭탄 테러를 일으켰다. 연방보안국은 사건현장에서 시신을 통해 이 사건을 체첸 반군 단체인 검은 미망인 조직원의 소행이라고 발표했다. 아울러 첫 번째 폭발에서는 4kg의 TNT폭약이 사용되었고, 두 번째 폭발은 TNT 2kg이 사용된 것으로 추측된다고 밝혔다. 연방보안국은 두 여인의 얼굴이 부상을 입지 않은 걸로 보아 폭탄을 허리에 차고 범행을 자행했을 것이라고 추측했으며, 사용한 폭탄 모두 폭풍에 의한 파괴력을 증강시키기 위해 너트와 볼트등의 금속을 채워넣었다고 밝혔다.
조사당국은 사건 발생 5일째인 4월 2일, 두 번째 폭발을 일으킨 여성 용의자의 시신에서 DNA 샘플을 채취하여 감정을 통해 신원을 확인했다. 용의자는 17세 여성으로 2009년 12월에 다게스탄 공화국 전투에서 살해된 이슬람 무장단체 전투원의 아내인 제네트 압두라흐마노바(러시아어: Дженнет Абдурахманова)였다고 판명되었다. 4월 5일에는 최초 폭발을 일으킨 용의자는 다게스탄 공화국 마하치칼라에
거주하던 28세 여성인 것으로 판명되었다. 그녀의 가족에 의하면 이 여성은 정보과학 교사로 3월 28일에 모친과 마하치칼라의 시장에 간 후 행방불명되었다고 한다.

### 범행 동기
사건발생 2일후인 4월 1일, 북캅카스 무장세력의 웹사이트 캅카스센터에서 도쿠 우마로프는 테러에 대한 입장을 표명하는 비디오 영상이 올라왔다. 영상을 통해 우마로프는 이번 테러에 대해 "푸틴 정권의 북캅카스 정책에 대한 보복이다" 라고 하며 테러 사실을 인정하였고, "앞으로도 러시아 전역에서 테러가 일어날 것이다"라며 예고했다. 테러의 직접적인 원인으로 2월 11일 러시아 연방보안국이 다게스탄 공화국에서 실시한 특수작전에 대한 보복이라고 했다. 이에 대해 러시아 정부는 공식적인 답변을 내놓지 않았다.

## 러시아 정부의 반응

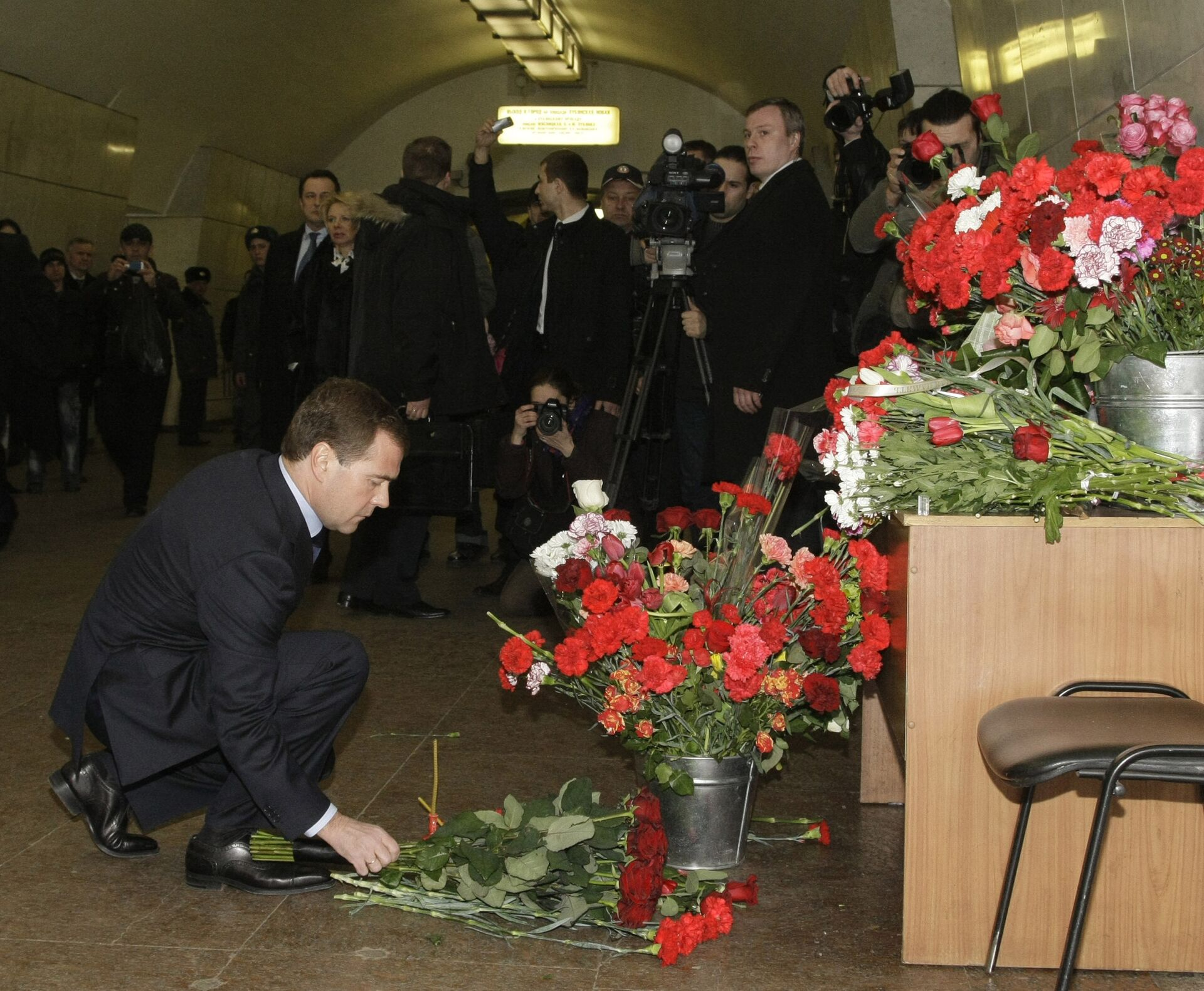
사건현장인 루뱐카 역에 설치된 헌화대에 꽃을 올리는 메드베데프 러시아 대통령

러시아 검찰당국은 루뱐카 역 폭발에서 4kg, 파르크 쿨투리 역 폭발에서 1.5~2kg 정도의 플라스틱 폭탄이 사용되었을 것이라고 발표했다. 사건 당일 전철역 방범카메라에 용의자의 모습이 포착되었다. 러시아 검찰이 조사를 시작했고, 그 결과 의한 자폭테러었던 것이 밝혀졌다. 그리고 알렉산드르 보르트니코프 연방보안국 국장은 드미트리 메드베데프 대통령에게 "북캅카스 지역과 관련된 여성 자폭 테러"라고 보고했다. 메드베데프 대통령은 "테러리스트에 대한 작전은 마지막까지 긴장을 늦추지 마라"며 테러 활동 감시를 강화할 것을 지시했다. 메드베데프 대통령은 사건 발생 당일 저녁에 사건현장인 루뱐카 역을 방문해 영전에 꽃을 올리며 "그들을 추적해서 말살시키겠다"라고 덧붙였다. 메드베데프 대통령은 러시아 전역의 교통망에 대한 테러방지를 위해 경비를 강화하는 대통령법에 서명하고 당국의 절처한 조사를 지시했다. 또한 동아시아를 방문하고 있었던 블라디미르 푸틴 총리는 테러 소식을 보고받고 서둘러 모스크바로 돌아갔다.

## 국제 사회의 반응
이 사건으로 국제 사회는 러시아 정부에 대해 애도의 뜻을 보내는 동시에 민간인을 겨냥한 테러를 비난했다.
- 캐나다 가티노에서 개최된 G8(주요 8개국 정상회담)에서 각국 정상들은 "테러를 강력히 비난한다"는 입장을 표명했다. 이 성명에서 테러범들을 기소하고 테러 근절에 대한 대책을 마련하는데 주력을 다할 것을 강조했다.
- 국제 연합 안전보장이사회에서는 이 사건에 대하여 "테러는 국제평화와 안전보장에 대한 위협이며 강력히 비난한다"는 성명을 보도했다. 반기문 유엔 사무총장도 테러에 대해서 "죄 없는 많은 시민들의 생명을 위협하는 것은 지탄받아야 한다"고 밝혔다.
- 한국 영자신문 코리아 타임즈는 3월 30일 해당 사건을 풍자하는 만평을 게재하여, 러시아 외무부는 "지하철 폭발 테러를 모욕하고 있다"며 강하게 비난했다. 주한 러시아 대사관은 이에 대해 사과를 요구했지만, 코리아 타임즈는 4월 2일 지하철 사건에 관련된 다른 내용의 만평을 게재하여 러시아 정부가 정식적인 사죄를 요구했다. 이 사건으로 러시아 내에서 반한 감정이 일기도 하였다.

## 같이 보기
- 2011년 도모데도보 국제공항 테러